# Francis Lopes
Francis Lopes, nome artístico de Francisco Assis de Sousa Lopes (Santo Inácio do Piauí, 7 de agosto de 1967), é cantor, compositor e ex-deputado estadual pelo Piauí.

## Carreira política
Em 2014 Francis Lopes retorna para morar de vez no seu estado e entra na política, disputando uma vaga de deputado estadual pelo Piauí. Ficou na sexta suplência, sendo imediatamente chamado para ocupar o cargo de secretário de estado de cultura, onde ficou por três meses, até assumir a vaga na Assembleia Legislativa.

## DVD em Simplício Mendes
Em 2014 Francis Lopes realiza o sonho de gravar um dvd na sua terra natal, Simplício Mendes, Piauí.  

## Homenagens
- Medalha Antônio Raposo em 2014[5]

- Título de Cidadão Paulistano em 2010[6][7]

## Discografia

### LPs
- 1990 Francis Lopes Vol. 1
- 1993 Francis Lopes Vol. 2

### CDs
- 1996 Francis Lopes Vol. 3 Se Errou Tem Que Pagar
- 1998 Francis Lopes Vol. 4 Ao Vivo em Teresina - O Garotinho Quente do Forró
- 1999 Francis Lopes Vol. 5 O Garotinho Quente do Forró II
- 2000 Francis Lopes Vol. 6 O Garotinho Quente do Forró III
- 2001 Francis Lopes Vol. 7 Ao Vivo em Guarulhos-SP
- 2002 Francis Lopes Vol. 8
- 2002 Francis Lopes Vol. 9 Ao Vivo em Santo André-SP
- 2003/2004 Francis Lopes Vol. 10
- 2004/2005 Francis Lopes Vol. 11 Ao Vivo no Olympia-SP
- 2005 Francis Lopes Vol. 12
- 2006 Francis Lopes Vol 13 Ao Vivo em São Caetano do Sul-SP
- 2007 Francis Lopes Especial Para as Mães
- 2007 Techno Brega
- 2007 Francis Lopes Vol. 14 Ao Vivo em São Caetano do Sul-SP
- 2008 Francis Lopes Vol. 15
- 2009 Francis Lopes Canta Forró e Vaquejada
- 2009 Francis Lopes Vol. 16
- 2010 Francis Lopes Vol. 17 Forró e Vaquejada Ao Vivo no CTN-SP
- 2011 Francis Lopes Vol. 18 Forró e Vaquejada
- 2012 Francis Lopes Vol. 19 Ao Vivo em São Caetano do Sul-SP
- 2013 Francis Lopes & Amigos - Os Reis da Vaquejada
- 2015 Francis Lopes - CD Ensaio com Banda
- 2016 Francis Lopes ao vivo na Roça

### Coletâneas
- 2002 25 Sucessos
- 2002 Acústico
- 2005 As 20 Melhores
- Coletânea Vol. I e II

### CDs Promocionais
- 2007 Canta Gonzagão
- 2008 Techno Brega Vol. 2
- 2009 Gospel
- 2009 As 20 Melhores Vol. 2

### DVDs
- 2004 Francis Lopes Ao Vivo no Olympia-SP
- 2006 Francis Lopes Vol. 2 Ao Vivo no NAÇÃO TANTAN-SP
- 2007 Francis Lopes Vol. 3 Ao Vivo em São Caetano do Sul-SP
- 2010 Francis Lopes Vol. 4 Forró e Vaquejada Ao Vivo no CTN-SP
- 2012 Francis Lopes Vol. 5 Ao Vivo em São Caetano do Sul-SP
- 2014 Francis Lopes vol. 6 Francis Lopes e Convidados em Simplício Mendes-PI

### DVDs Promocionais
- 2009 Francis Lopes Canta Gonzagão, Forró e Vaquejada
- 2009 Francis Lopes As Melhores

## Filmografia
- Vidas Opostas do cineasta Thico Almeida